# Jeremy Strong (auteur)
Cet article concerne l'écrivain britannique. Pour l'acteur américain, voir Jeremy Strong. Pour les autres significations, voir Strong.
Œuvres principales
- Romans on the Rampage (2015)
- There's a Viking in My Bed and Other Stories (2009)
- The Hundred-Mile-An-Hour Dog (1996)

Jeremy Strong est un écrivain britannique né le 18 novembre 1949 à New Eltham (sud-est de Londres) et mort le 5 août 2024. Il écrit plus de 100 livres pour enfants et adolescents.

## Biographie
(mai 2019).

### Enfance
Enfant, Jeremy Strong aimait nager, plonger, dessiner et écrire des histoires. Il faisait du vélo, partait en exploration et faisait des cabanes secrètes. Il adorait passer son temps dans les champs. Il a eu énormément de points de sutures car il était plutôt casse-cou. Il voulait être pilote de voitures de course, être artiste ou faire du rock. Adolescent, Jeremy Strong jouait du violon électrique dans un groupe de rock qui s'appelait « The Inedible Cheese Sandwich ». Dans sa jeunesse, il a grandi dans la maison de ses parents où il y avait plein de livres et maintenant, il y a des livres partout chez lui. Il a toujours aimé lire : des histoires, des poèmes, des bandes dessinées, des livres de sciences et des magazines. Il écrivait des poèmes pour sa petite amie. Grâce à son professeur (Miss Cox, qu'il considère comme une institutrice merveilleuse), il a commencé à écrire des histoires car il adorait utiliser son imagination dès l'âge de 6 ans. Jeremy Strong est allé à Wyborne Primary School puis à Haberdashers Aske’s Boys' School.

### Carrière
Sorti diplômé de l'université de York, Jeremy Strong devient professeur, écrivant de plus en plus en parallèle. Il écrit surtout des livres pour enfants, car trouvant qu'il n'y avait pas assez de livres pour enfants dans son enfance, et aimant aussi écrire pour ses propres élèves.
A 28 ans, il réussit à publier une première histoire. Il écrit et publie depuis 1978 et il pense qu'il « a le meilleur métier du monde ». Son premier roman pour enfants s'intitule Smith’s Tail (1978). Il quitte définitivement l’enseignement en 1991.
Parmi ses histoires : My mum’s going to explode (2001) qui raconte l’histoire de la mère de Nicholas soudainement enceinte ; There’s a Viking in My Bed (1991), histoire d’un Viking qui voyage dans le temps, par la suite adaptée en dessin animé pour la chaîne de la BBC destinée aux enfants ; Krazy Kow Saves the World – Well, Almost (2002). Plusieurs histoires ont aussi été adaptées pour la radio BBC. Il a également écrit des livres pour les enfants dyslexiques (publiés chez Barrington Stoke pour la version anglophone et chez Rageot pour la version francophone dans la collection Flash fiction). Il a plus récemment écrit 2 romans pour adolescents : Stuff: The Life of a Cool Demented Dude (2005) and Weird (2008).

## Œuvres
There’s a Viking in My Bed (1991) raconte l'histoire de Sigurd, un Viking qui a voyagé dans le temps et se retrouve projeté de son Danemark du xe siècle dans le petit village anglais de Flotby, 10 siècles plus tard. Il rencontre alors la famille Ellis qui tient un hôtel (le Viking Hotel) et compte parmi ses invités Mrs Tibblethwaite. S’ensuit alors une série de mésaventures toutes plus loufoques les unes que les autres. Le roman sera suivi de  Viking in Trouble (1992) et de Viking at School (1997), deux autres romans-jeunesse dans lesquels Sigurd sera forcé de trouver un métier ou invité à l’école des enfants Ellis. Jeremy Strong s'est inspiré de la culture Viking (traditions, modes de vie, dieux) pour décrire le personnage principal, Sigurd, dont les dialogues feront sourire le lecteur du fait de sa non-maîtrise de la langue anglaise.
Tous les romans-jeunesse de Jeremy Strong sont publiés aux éditions Puffin Books (groupe Penguin), les couvertures étant souvent illustrées par Nick Sharratt pour la collection You will laugh your socks off.

## Publications
- Talking to the Dead (2007)
- Beware! Killer Tomatoes (2007)
- My Sister's Got a Spoon up her Nose (2007)
- My Brother's Bottom Gets Pinched (2007)
- My Brother's Famous Bottom (2006)
- Return of The Hundred Mile An Hour Dog (2005)
- Where's That Dog? (2004)
- Chicken School (2004)
- Don't Go in the Cellar (2003)
- The Birthday Bash (2003)
- Just a Bit of Wind (2002)
- The Big Book of Funny Stories 2 (2001)
- I'm Telling You, They're Aliens! (2000)
- The Big Book of Funny Stories (2000)
- Dinosaur Pox (1999)
- Aliens in School (1997)
- Giant Jim and the Hurricane (1997)
- Viking at School (1997)
- Deadly Dino Bag (1997)
- The Hundred Mile An Hour Dog (1996)
- Brave Mouse (1996)
- The Dinosaur Robbers (1996)
- The Indoor Pirates (1995)
- The Desperate Adventures of Sir Rupert and Rosie Gusset (1995)
- The Pirate Bed (1995)
- There's a Pharoah in our Bath (1995)
- Fatbag: Demon Vacuum Cleaner (1993)
- Fanny Witch goes Spikky Spoo! (1992)
- Viking in Trouble (1992)
- There's a Viking in my Bed (1991)
- Bungle to the Rescue (1990)
- The Everything Machine (1989)
- It's A Tough Life (1989)
- Fanny Witch and the Thunder Lizard (1987)
- Dogs are Different (1987)
- Bungle's Ghost (1987)
- The Air Raid Shelter (1986)
- Fanny Witch and the Boosnatch (1985)
- Fox on the Roof (1984)
- Money Doesn't Grow on Trees (1984)
- Fatbag (1983)
- The Woff (1983)
- Trouble with Animals(1980)
- Smith's Tail (1978)

## Prix et récompenses
- Blue Peter Book Award : The Most Fun Story with Pictures (2008)
- Manchester Book Award (2006)
- Nottingham Experian Big 3 Book Award (2005)
- Prix Chronos (France) (2004)
- Portsmouth Book Award (2003)
- Nottingham Experian Big 3 Book Award (2002)
- Red House Children's Book Award (2002)
- Sheffield Children's Book Award (Short Novel) (2001)
- Birmingham Book Award (1998)
- Red House Children's Book Award (1998)
- Sheffield Children's Book Award (Short Novel) (1998)
- Red House Children's Book Award (1997)